# Dan 202 (album, Dan D)
Dan 202 je album v živo novomeške rock skupine Dan D, izdan 16. novembra 2009 pri ZKP RTV Slovenija. Posnet je bil na koncertu v Križankah 13. in 14. septembra istega leta v sodelovanju s Simfoničnim orkestrom RTV Slovenija. Vsebuje CD z avdio in DVD z video posnetkom koncerta.

## Seznam pesmi
Vse pesmi je napisala skupina Dan D.
1. »Rožice« (feat. Grant Austin)
2. »Jutranja«
3. »Moj problem«
4. »Halo« – 3:59
5. »Roke« (feat. Polona Kasal)
6. »Love Song«
7. »Google Me«
8. »Novo sonce«
9. »San san«
10. »Sirena« (feat. Ditka Haberl)
11. »Le naprej«
12. »Sla« (feat. Gal in Severa Gjurin)
13. »Tomi, čuvaj se«
14. »Za naju punca« (le na DVD-ju)
15. »Čas«
16. »Tiho« (feat. Borut Marolt)
17. »Put slonova«
18. »Voda« (feat. Tomi Meglič)
19. »Čakamo«

## Zasedba

### Dan D
- Tomislav Jovanović – Tokac — vokal, kitara
- Dušan Obradinovič – Obra — bobni
- Marko Turk – Tučo — ritem kitara
- Boštjan Grubar — klaviature
- Nikola Sekulović — bas kitara

### Simfonični orkester RTV Slovenija
- David de Villiers — dirigent

### Gostje
- Grant Austin — dude (1)
- Polona Kasal — vokal (5)
- Ditka Haberl — vokal (10)
- Gal Gjurin — klavir (12)
- Severa Gjurin — vokal (12)
- Borut Marolt — vokal (15)
- Tomi Meglič — vokal (17)